# Хамраев, Джавлон Раззакович
Джавлон Раззакович Хамраев (узб. Жавлон Ҳамроев) (10 июля 1934, Наманган — 1997) — актёр, народный артист Узбекской ССР, сын актёра Раззака Хамраева.

## Биография
Родился 10 июля 1934 года в Намангане, в семье актёра Раззака Хамраева. Получил специальность ревизора в торговом техникуме, затем окончил школу милиции, работал следователем. Втайне от родителей поступил в Ташкентский театрально-художественный институт на режиссёрский факультет и в студию киноактёра в «Узбекфильме». Снялся  почти в ста пятидесяти фильмах. Из наиболее известных работ: Мухаммед — метатель ножей в советско-индийском фильме «Приключения Али-Бабы и сорока разбойников», Анвар в фильме Равиля Батырова «В 26-го не стрелять». За роль Фархада Аббасова в фильме Альберта Хачатурова «Подвиг Фархада», Джавлон Хамраев получил звание заслуженного артиста Узбекской ССР.
В 1975 году Джавлон Хамраев получил звание Народного артиста Узбекской ССР.

## Фильмография
| Год  |   | Название                  | Роль                                              |
| ---- | - | ------------------------- | ------------------------------------------------- |
| 1965 | ф | Навстречу совести         | шофёр                                             |
| 1966 | ф | Нежность                  | водитель                                          |
| 1966 | ф | В 26-го не стрелять       | младший брат                                      |
| 1966 | ф | Белые, белые аисты        | Имя персонажа не указано                          |
| 1967 | ф | Подвиг Фархада            | Фархад Аббасов (дублировал Эдуард Бредун)         |
| 1968 | ф | Красные пески             | Ахмед-бек                                         |
| 1968 | ф | Дилором                   | Улугходжа                                         |
| 1968 | ф | Всадники революции        | Шамси Киямов (нет в титрах)                       |
| 1968 | ф | Возвращение командира     | Намазов в молодости                               |
| 1968 | ф | Сыны отечества            | матрос                                            |
| 1968 | ф | Ташкент — город хлебный   | Имя персонажа не указано                          |
| 1969 | ф | Её имя — Весна            | Халмат                                            |
| 1969 | ф | Минувшие дни              | Садык                                             |
| 1969 | ф | Завещание старого мастера | Акбаров                                           |
| 1969 | ф | Влюблённые                | рабочий                                           |
| 1970 | ф | Чрезвычайный комиссар     | Макхамов                                          |
| 1970 | ф | Горячие тропы             | Саид                                              |
| 1970 | ф | Под палящим солнцем       | Усман Арсланов (дублировал Виктор Рождественский) |
| 1971 | ф | Звёздный цвет             | эпизод                                            |
| 1972 | ф | В чёрных песках           | эпизод                                            |
| 1972 | ф | Горы зовут                | эпизод                                            |
| 1973 | ф | Седьмая пуля              | Шухрат                                            |
| 1973 | ф | Встречи и расставания     | Абдурахман                                        |
| 1973 | ф | Чинара                    | председатель совхоза                              |
| 1973 | ф | Одна среди людей          | Имя персонажа не указано                          |
| 1974 | ф | Главный день              | Сабир                                             |
| 1974 | ф | Кто был ничем…            | Наби Сухта                                        |
| 1976 | ф | Далёкие близкие годы      | Оманияз-оглы                                      |
| 1976 | ф | Мой старший брат          | Эркин Абдуллаевич Вахидов                         |
| 1977 | ф | Любовь и ярость           | эпизод                                            |
| 1977 | ф | Триптих                   | эпизод                                            |
| 1977 | ф | Это было в Коканде        | Имя персонажа не указано                          |

| Год  |   | Название                                       | Роль                      |
| ---- | - | ---------------------------------------------- | ------------------------- |
| 1977 | ф | Буйный «Лебедь»                                | эпизод                    |
| 1978 | ф | Огненные дороги                                | Маткауль                  |
| 1978 | ф | Хорезмийская легенда                           | горбоносый                |
| 1979 | ф | На ринг вызывается                             | эпизод                    |
| 1979 | ф | Приключения Али-Бабы и сорока разбойников      | Мухаммед — метатель ножей |
| 1979 | ф | Стрельба дуплетом                              | Имя персонажа не указано  |
| 1980 | ф | Девушка из легенды                             | Мадъяров                  |
| 1981 | ф | Большая короткая жизнь                         | эпизод                    |
| 1981 | ф | Вот вернулся этот парень                       | Амиров                    |
| 1981 | ф | Непокорная                                     | Айтбай                    |
| 1981 | ф | Радуга семи надежд                             | Саиб                      |
| 1982 | ф | Встреча у высоких снегов                       | Имя персонажа не указано  |
| 1982 | ф | Переворот по инструкции 107                    | эпизод                    |
| 1982 | ф | Профессия — следователь                        | милиционер                |
| 1983 | ф | Заложник                                       | Акрам                     |
| 1984 | ф | Юность гения                                   | старый жрец               |
| 1984 | ф | Государственная граница. Красный песок         | овдовевший мусульманин    |
| 1984 | ф | Репортаж из бездны                             | Мелин Деман               |
| 1985 | ф | Проводы невесты                                | Имя персонажа не указано  |
| 1986 | ф | Тайное путешествие эмира                       | Маманияз                  |
| 1989 | ф | Опалённые Кандагаром                           | Эпизод                    |
| 1989 | ф | Шок                                            | Султанов                  |
| 1989 | ф | Сиз ким сиз?                                   | Имя персонажа не указано  |
| 1990 | ф | Динозавры XX века                              | эпизод                    |
| 1990 | ф | Кодекс молчания                                | Халяф                     |
| 1990 | ф | Облава на одичавших собак                      | Имя персонажа не указано  |
| 1990 | ф | Убийца поневоле                                | Каримов                   |
| 1991 | ф | Абдулладжан, или Посвящается Стивену Спилбергу | Юлдаш                     |
| 1991 | ф | Камми                                          | цыган                     |
| 1993 | ф | Мафия бессмертна                               | Учитель                   |
| 1995 | ф | Всё вокруг засыпало снегом                     | Имя персонажа не указано  |
| 1995 | ф | Зов предков                                    | «Великий Туран»           |